# 孙炳岳
孙炳岳（1937年11月—），男，山东寿光人，中华人民共和国政治人物，曾任中共青岛市委副书记，青岛市总工会主席，青岛市人大常委会主任。